# Cuauhtémoc (Tabasco)
Cuauhtémoc es una localidad del municipio de Huimanguillo ubicado en la subregión de la Chontalpa del estado mexicano de Tabasco.

## Geografía
La localidad de Cuauhtémoc se sitúa en las coordenadas geográficas 18°01′31″N 93°47′59″O / 18.025278, -93.799722, a una elevación de 7 metros sobre el nivel del mar.

## Demografía
Según el Conteo de Población y Vivienda 2020, efectuado por el Instituto Nacional de Estadística y Geografía, la localidad de Cuauhtémoc tiene 236 habitantes, de los cuales 118 son del sexo masculino y 118 del sexo femenino. Su tasa de fecundidad es de 2.52 hijos por mujer y tiene 67 viviendas particulares habitadas.
| Gráfica de evolución demográfica de Cuauhtémoc entre 1980 y 2020 |
|                                                                  |
| INEGI.                                                           |